# (39671) 1996 AG
(39671) 1996 AG est un astéroïde de la ceinture principale découvert en 1996.

## Description
(39671) 1996 AG a été découvert le 7 janvier 1996 à l'Air Force Maui Optical and Supercomputing (AMOS), un observatoire astronomique rattaché au Air Force Research Laboratory (AFRL) situé sur l'île de Maui, à Hawaï (États-Unis), par l'Air Force Maui Optical and Supercomputing observatory.

### Caractéristiques orbitales
L'orbite de cet astéroïde est caractérisée par un demi-grand axe de 2,90 ua, un périhélie de 2,33 ua, une excentricité de 0,20 et une inclinaison de 6,58° par rapport à l'écliptique. Du fait de ces caractéristiques, à savoir un demi-grand axe compris entre 2 et 3,2 ua et un périhélie supérieur à 1,666 ua, il est classé, selon la JPL Small-Body Database, comme objet de la ceinture principale.

### Caractéristiques physiques
(39671) 1996 AG a une magnitude absolue (H) de 14,3 et un albédo estimé à 0,301.